# Praxinos
Praxinos est un studio français de production et de réalisation de films d'animation. Il a été créé par Philippe Leclerc et Jean-Paul Gaspari en novembre 1992, et a fermé en mai 2004,. Le studio était basé près de Montpellier. Praxinos a produit des séries animées pour la télévision, parfois en coproduction, ainsi que de nombreux courts-métrages. Sa production la plus importante est le long métrage Les Enfants de la pluie, en 2003.
La société (siren 388774424) a été mise en liquidation judiciaire le 7 mai 2004.

## Productions

### Séries animées
- Les Animaux du Bois de Quat'sous (avec La Fabrique, 1993-1995)
- L'Île de Noé (1997)
- Calamity Jane (1997-1998)
- Wheel Squad (Olivier Dehors, coproduit avec France-Animation, 2000)
- Les Zooriginaux (Emmanuel Ducassou et Frédéric Serra, 2001)
- Shtoing Circus (coproduit avec Pictor Média et France 3, 2003)

### Courts-métrages
- Toro de nuit (Philippe Archer, 1996)[4]

### Moyens métrages
- Avril et le marchand de sable
- Joyeuses Pâques, Avril ! (2000)

### Long métrage
- Les Enfants de la pluie (Philippe Leclerc, 2003)

### Jeu vidéo
- Astérix Maxi-Delirium (2001) (scènes cinématiques)